# 皮基尼條約

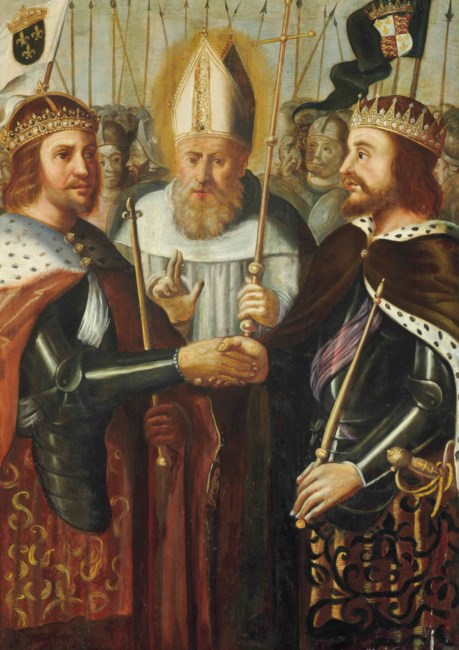
法蘭西國王與英格蘭國王的會面，可能在描繪皮基尼條約簽訂的描繪，由讓·夏勒繪

皮基尼條約（法語：Traité de Picquigny）是一項法蘭西王國與英格蘭王國於1475年8月29日達成的條約，英王爱德华四世在簽訂該條約後宣布不再與勃艮第公爵大膽查理共同對抗法國。使法王路易十一得以騰出手處理王國內的叛亂。該條約也被認為是百年戰爭正式結束的節點。